# ISO/IEC 7811
El estándar ISO/IEC 7811 define las tarjetas de Identificación y sus técnicas de grabación. Es un conjunto de nueve estándares (7811-1 a 7811-9) que describen las técnicas de grabación en tarjetas de identificación para que puedan ser leídas por máquinas y humanos.

## Contenido
- "Parte 1": Relieve.
- "Parte 2": Banda magnética — Baja coercitividad.
- "Parte 3":  Ubicación de los caracteres en relieve en las tarjetas ID-1, la Parte 3 ya fue retirada y revisada por la Parte 1.
- "Parte 4": Ubicación de las pistas magnéticas de solo lectura - Pistas 1 y 2, la Parte 4 ya fue retirada y revisada por la Parte 2.
- "Parte 5": Ubicación de la pista magnética de lectura-escritura - Pista 3, la Parte 5 ya fue retirada y revisada por la Parte 2.
- "Parte 6": Banda magnética - alta coercitividad.
- "Parte 7": Banda magnética - alta coercitividad, alta densidad. Permite una capacidad 10 veces mayor que la de una tarjeta conforme a la Parte 6.
- "Parte 8": Banda magnética - Coercitividad de 51,7 kA / m (650 Oe) (incluyendo cualquier capa protectora).
- "Parte 9": Marca de identificación táctil. Especifica las características físicas de una marca de identificación táctil utilizada por los titulares de tarjetas con discapacidad visual para distinguir sus tarjetas.